# Vasco Esteves de Cima
Vasco Esteves de Cima (port. für: Oberes Vasco Esteves) ist ein Dorf im Südosten des portugiesischen Kreises Seia (Distrikt Guarda). Es ist Ortsteil der Gemeinde Alvoco da Serra.

## Geografie
Der Ort liegt in den westlichen Ausläufern der Serra de Estrela. Verkehrlich erschlossen wird er durch die Nationalstraße 231, die östlich am Ort vorbeiführt.

## Geschichte
1649 wird erstmals eine Ortschaft Casal de Vasco Esteves erwähnt, in der eine Kapelle errichtet wurde. Noch 1747 wird nur ein Ort Vasco Esteves erwähnt, bis 1758 die Aufzeichnungen des Gemeindepfarrers von zwei Ortschaften sprechen, Vasco Esteves d´Aquém (dt. etwa: Vasco Esteves von hüben) und Vasco Esteves Dalém (dt. etwa: Vasco Esteves von drüben). Vasco Esteves D´Além ist das heutige Vasco Esteves de Cima.
´